# Thessaloniki

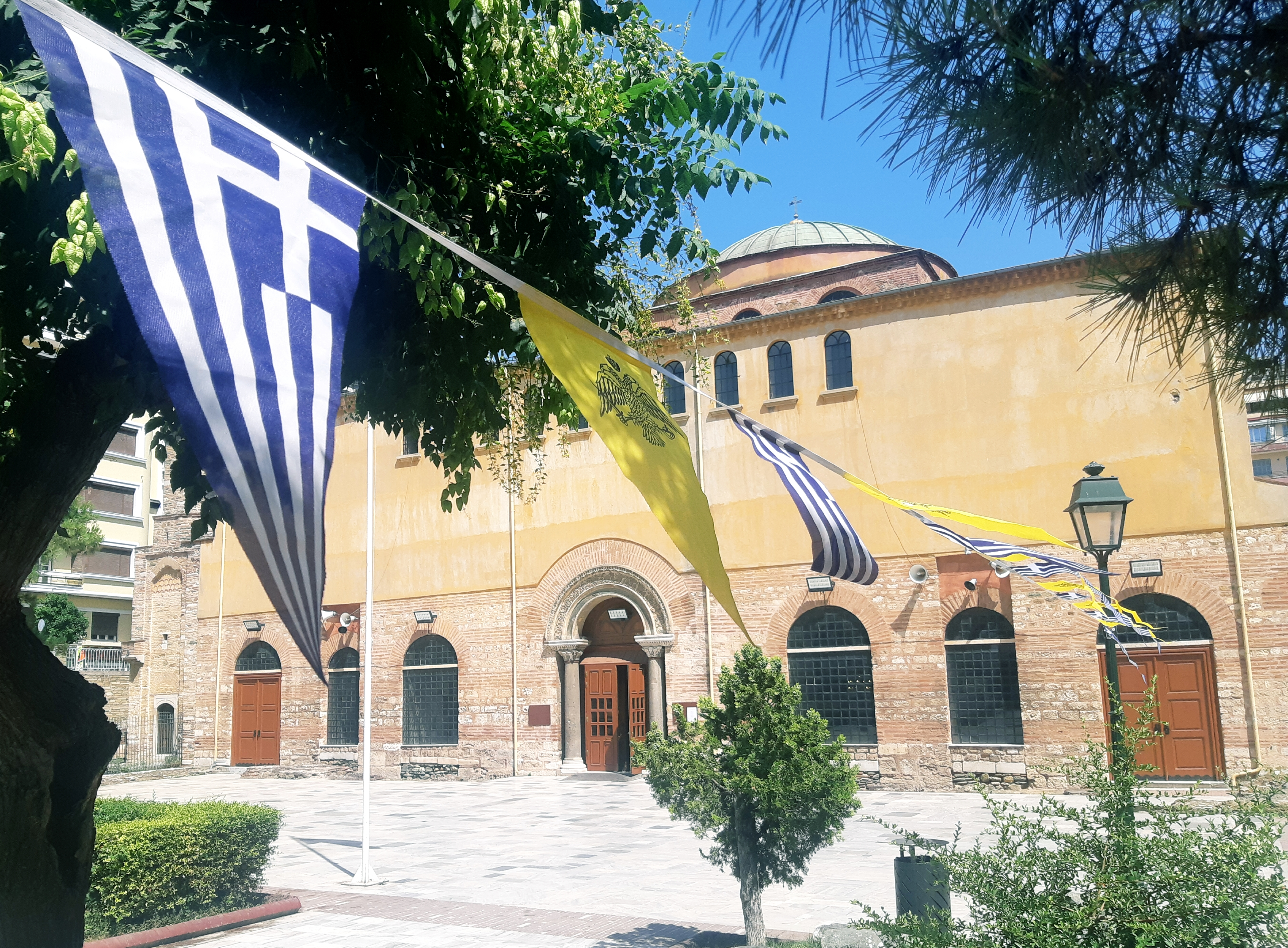
Hagia Sophia katedralen

Thessaloniki (grekiska: Θεσσαλονίκη) är Greklands näst största stad och den största staden i det historiska grekiska landskapet Makedonien i norra Grekland. Staden utgör utöver Greklands andra industriella, kommersiella, finansiella och kulturella centrum även sydöstra Europas viktigaste handels- och transportnav; detta gäller speciellt stadens hamn genom vilken majoriteten av Balkanländernas förnödenheter transporteras. Staden är även huvudstad i   den administrativa regionen Mellersta Makedonien och prefekturen Thessaloniki och ligger amfiteatraliskt längs de centrala och östra delarna av bukten Thermaikos.
Thessaloniki utgör också en av Sydeuropas viktigaste universitetsstäder med en tillföljande stor andel studenter. Greklands äldsta och största moderna statliga universitet, Aristotelesuniversitetet i Thessaloniki (grundat 1926) samt Makedoniens universitet återfinns här, likaså den tekniska högskolan Alexandreio Technologiko Ekpaideutiko Idruma Thessalonikis (Αλεξάνδρειο Τεχνολογικό Εκπαιδευτικό Ίδρυμα Θεσσαλονίκης). Utöver de statliga institutionerna finns även ett flertal privata oftast med koppling till eller som filialer av större europeiska eller amerikanska universitet.
Staden är också hem för ett stort antal gamla kristna och bysantinska monument som år 1998 blev uppsatta på Unescos världsarvslista. Ett flertal av de bysantinska kyrkorna är från 300–700-talet som exempelvis Sankt Demetrius-katedralen (uppförd år 323 e.Kr.) och Hagia Sophia-katedralen (uppförd på 300-talet). År 1997 var Thessaloniki Europas kulturhuvudstad.

## Etymologi
Staden döptes vid dess grundläggande år 315 f.Kr. av Kassander, kung av Makedonien, till Thessaloniki efter dennes fru tillika halvsyster till Alexander den store. Hon erhöll sitt namn från sin far, kung Filip II av Makedonien, som döpte henne till Thessaloníke då nyheten om hennes födelse mötte honom samma dag dennes seger över thessalierna inträffade. Namnet Thessaloniki, vilket är sammansatt av (Θεσσαλοί=thessalier) och (Νίκη = seger), betyder 'seger över thessalierna' på grekiska.
Själva kallar thessalonikierna staden oftast för Saloníki (Σαλονίκη). Denna förkortning utgör grunden för stadsnamnets latiniserade version, 'Salonica', som används i flera västeuropeiska språk som i franskans Salonique och italienskans Salonicco. Förkortningen utgör också grunden för andra språk och språkgrupper vars tidigare närvaro direkt inverkat i stadens historia. Exempelvis kallas staden sedan den osmanska eran på osmansk turkiska för سلانيك (Selanik) och Selânik på modern turkiska, Selanik på ladino (det språk som stadens sefardiskjudiska befolkning brukade), Solun (Солун, Solún, m.fl. stavningar beroende på alfabet) av den sydslaviska befolkningen och Sãrunã av den vlachiska befolkningen.

## Historia
Staden grundlades år 315 f.Kr. av Kassander, kung av Makedonien, nära staden Therma och flera intilliggande byar. Efter kungariket Makedoniens fall år 146 f.Kr. blev Thessaloniki en del av det Romerska riket. Redan då blev Thessaloniki en mycket viktig stad, inte minst för dess närhet till vattnet. Thessaloniki utgjorde det Bysantinska rikets näst största stad, både till storlek och betydelse, näst efter Konstantinopel. Thessaloniki är också känt från Bibeln, omnämnd i Nya Testamentet genom Paulus brev till thessalonikierna.
Den kristne martyren Demetrius av Thessaloniki (ca 280–305 e.Kr.) är stadens skyddshelgon.
Thessaloniki erövrades 1430 av Ottomanska riket. Övergången från det Bysantiska till det Ottomanska riket ändrade dock inte stadens betydelse som handelscentrum. Genom Alhambradekretet som utfärdades av Ferdinand II 1492 tvingades Spaniens judar antingen konvertera eller gå i exil. Många av dem som valde att gå i exil bosatte sig i Thessaloniki, vilket välkomnades av det Ottomanska riket. Stadens judiska befolkning utgjorde fram till andra världskriget en betydande del av befolkningen.
Det moderna Turkiets grundare, Mustafa Kemal Atatürk, föddes i Thessaloniki (Selanik) 1881, då en del av Ottomanska riket.
Under första Balkankriget 1912–1913 förklarade Grekland krig mot Ottomanska riket och invaderade Thessaloniki. Det påföljande kriget mellan Grekland och det nybildade Turkiet 1919 till 1922 ledde till stora etniska omvälvningar i staden, då etniska greker från det tidigare Ottomanska riket flyttades till Thessaloniki, samtidigt som stadens muslimska befolkning, inklusive grekiska muslimer, deporterades till Turkiet.
Den 18 augusti 1917 brann stora delar av Thessaloniki ner, vilket lämnade en stor del av stadens befolkning hemlösa, varav majoriteten judar.
Det fascistiska Italiens armé misslyckades med invasionen av Grekland 1941. Den grekiska armén kapitulerade därför till Nazityskland i Thessaloniki 24 april 1941 och staden var under tysk ockupation fram till 1944. Thessalonikis bebyggelse skadades betydligt av bombningar från de allierade, och nästan hela stadens judiska befolkning utrotades av nazisterna. Knappt tusen judar överlevde. Thessaloniki återuppbyggdes emellertid ganska snart efter kriget. Idag är Thessaloniki en levande stad och anses av många som mer modern och lyxig än Aten.

## Kommunikationer
Thessaloniki har förbindelser med järnväg till dels Aten men också till Nordmakedonien och till Turkiet.
Från Thessaloniki utgår ett antal motorvägar till bland annat Aten och andra delar av Grekland. En motorväg går dessutom upp till gränsen mot Nordmakedonien och utgör en motorvägsförbindelse mot övriga Europa.

## Turism

### Sevärdheter

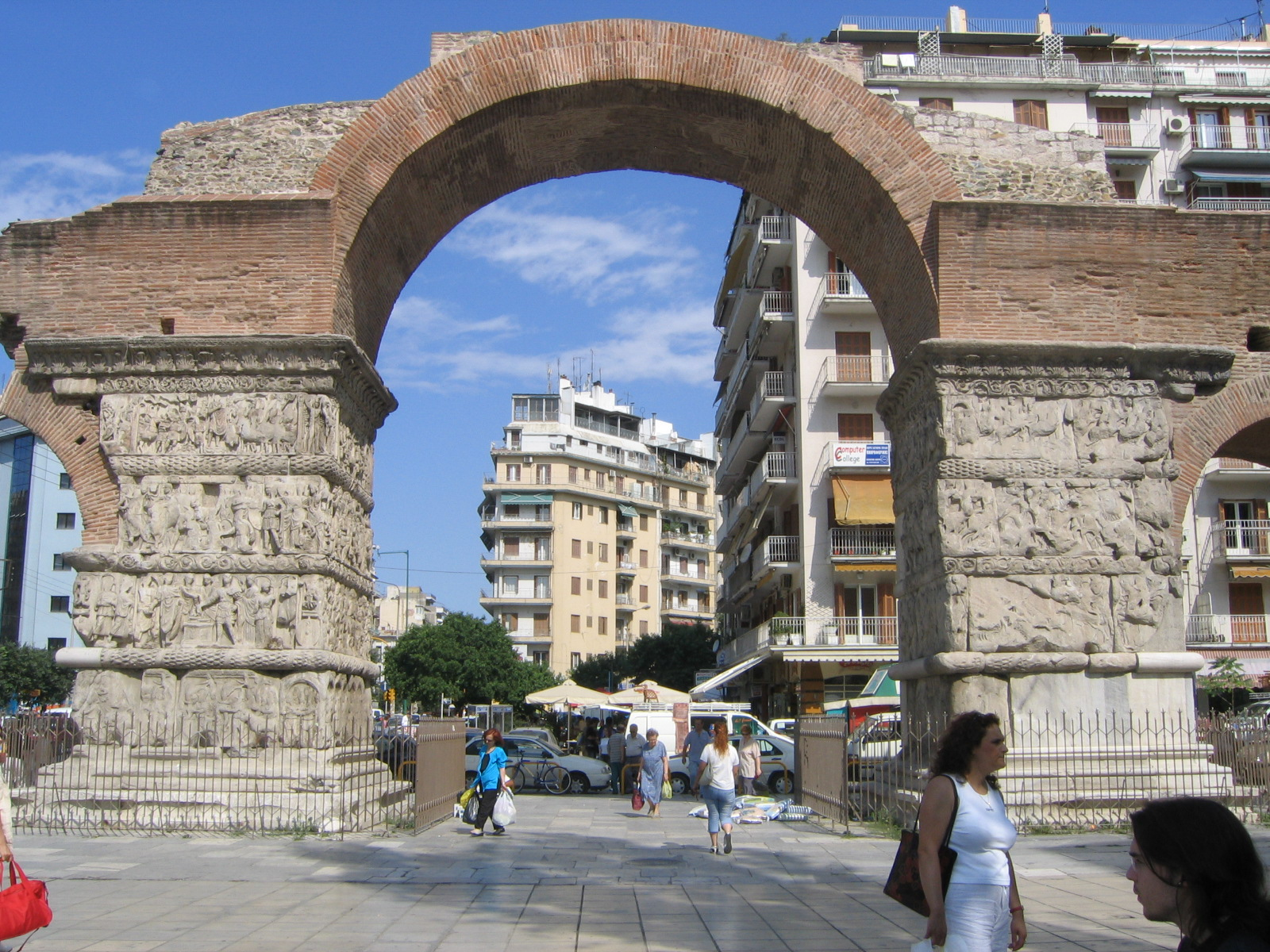
Galerius triumfbåge (Kamara) på Egnatia Avenue.

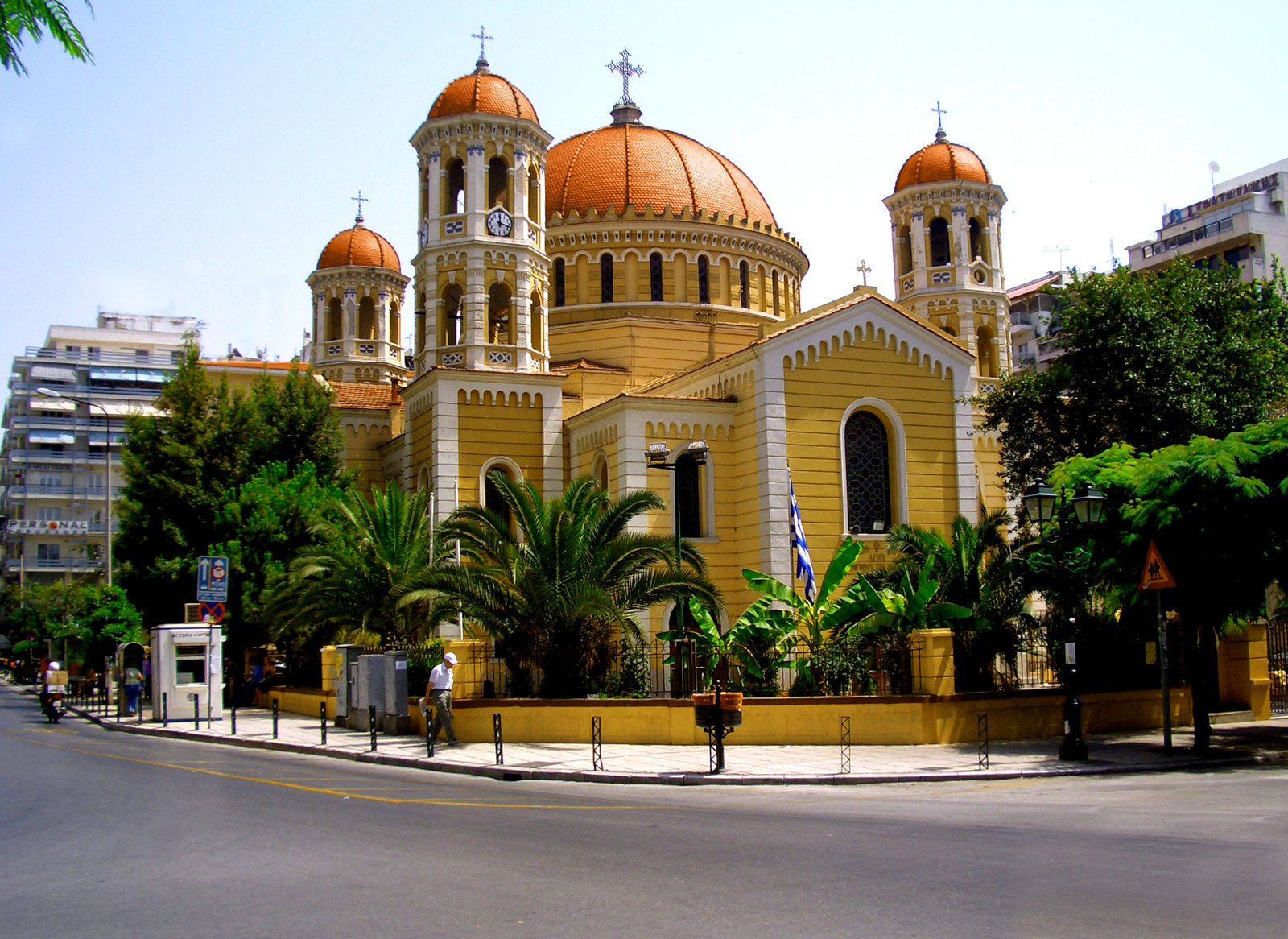
Helige Gregorios Palamas kyrka, Thessalonikis metropolitiska kyrka.

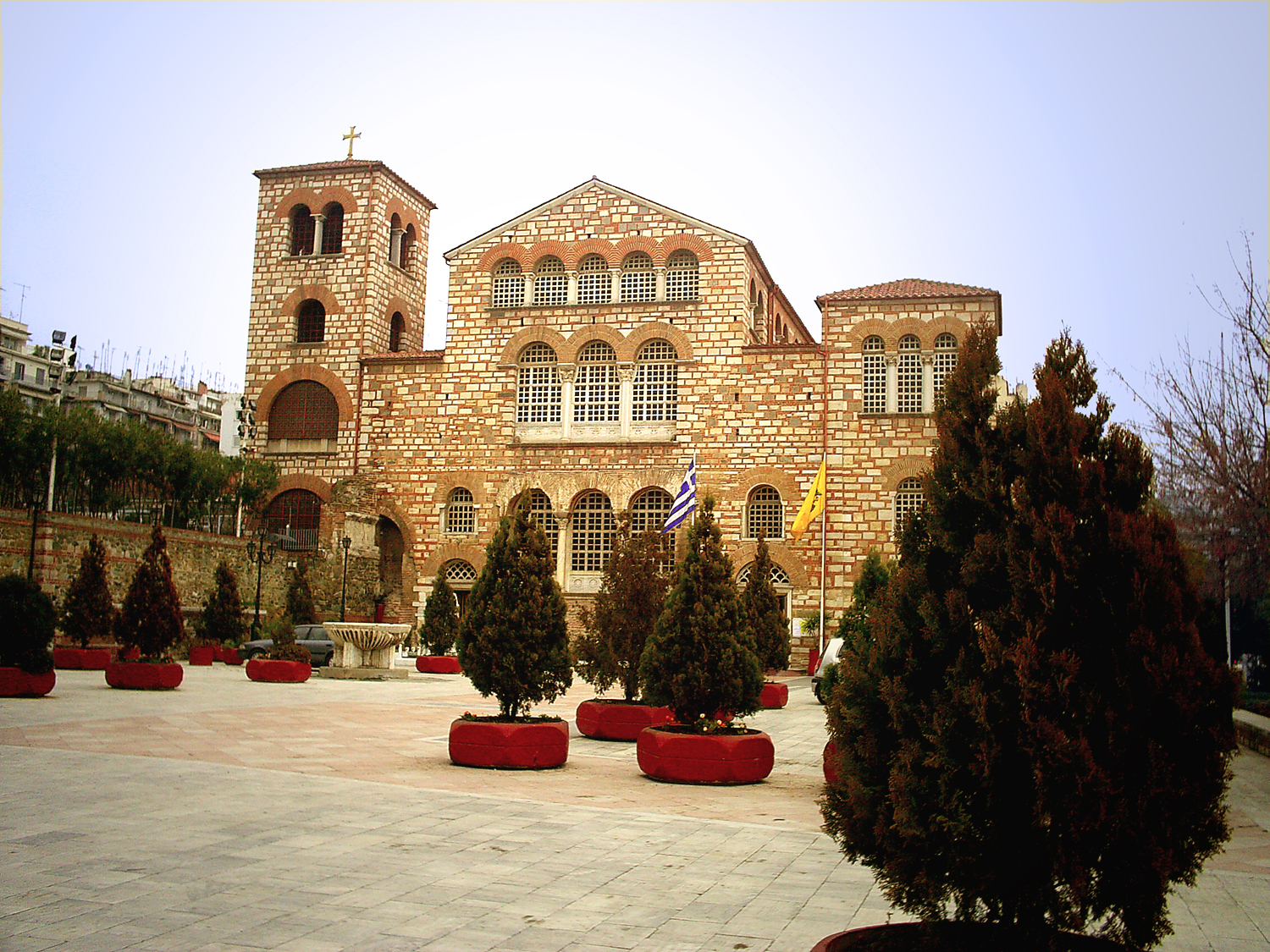
Sankt Demetrius-katedralen i centrala Thessaloniki.

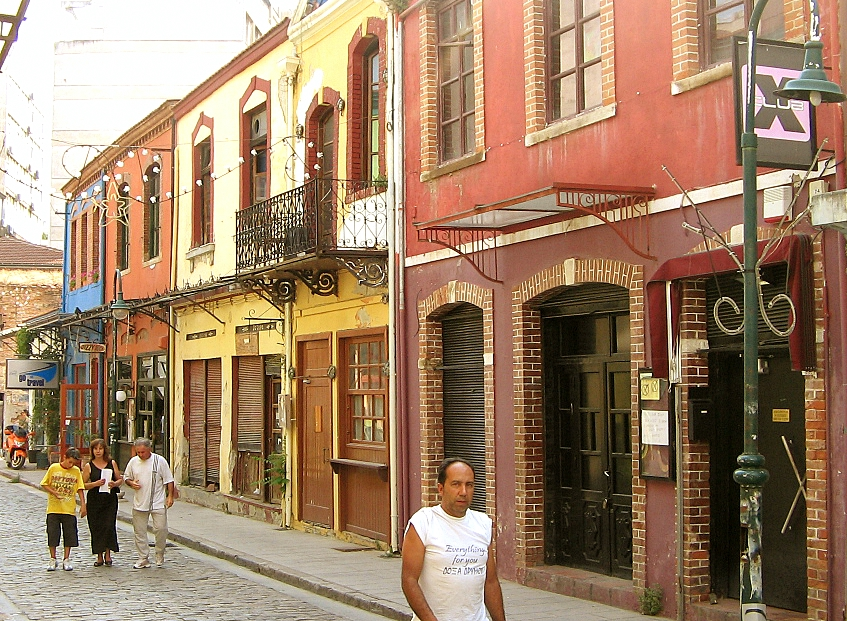
Ladadika; ursprungligen Thessalonikis judiska område.

- Vita tornet (Lefkos Pyrgos), utgör idag Thessalonikis symbol och återfinns längs med Nikis-avenyn vid strandpromenaden. Tornet, som tidigare var kopplat till de gamla bysantinska murarna vilka omgärdade staden, användes under den osmanska eran som fängelse. Idag huserar en speciell enhet av Bysantinska kulturmuseet i tornet [6].
- Sankt Demetrius-katedralen (Ekklisia tou Aghiou Dimitriou) är stadens viktigaste kyrka vilken används än idag som stadens officiella kyrka vid högtider. Kyrkan är byggd ovan lämningarna av agoran och det romerska torget (Forum Romanum) och har tre kapell, ett museum samt underjordiska katakomber där även Sankt Demetrius egen fängelsecell återfinns.
- Galerius triumfbåge (Apsida tou Galériou), mer känt för thessalonikierna som "Kamara" byggdes år 305 e.Kr. som ett monument över den romerske kejsaren Galerius Maximianus (250–311) seger över perserna. Verket återfinns i den sydöstra delen av Thessalonikis historiska del och mäter 12,5 m i höjd med 9,7 m breda öppningar. Triumfbågen består bland annat av marmor utstyckad med detaljer från Galerius militära expeditioner mot perserna. Triumfbågen var tidigare kopplad till Galerius palats samt till den norrliggande Rotundan.
- Hagia Sophia-katedralen (Aghia Sophia) återfinns mitt i centrala Thessaloniki och uppfördes under stadens blomstringstid som andra huvudstad i det östromerska riket.
- Rotundan (Rotonda), också senare känt som Sankt Georgs kyrka (Ekklisia tou Aghiou Georgiou) är en cirkulär byggnad med avsaknad av den klassiska ortodoxa ikonostasen. Kyrkan byggdes ovan tidigare grekiska och romerska antika lämningar. Under osmanska eran omvandlades kyrkan till moské.
- Aristotelesplatsen (Platia Aristotelous) sträcker sig från Nikis-avenyn vid strandpromenaden i söder till Panaghia Chalkion kyrkan i norr och utgör idag en given samlingsplats för thessalonikierna. Platsen är utformad som en flaska med omgivande så kallade archondica-hus, där flera kommersiella centrum finns. I dess nedre del, närmast Nikis-avenyn, finns en skulptur av en filosoferande Aristoteles.

### Museer

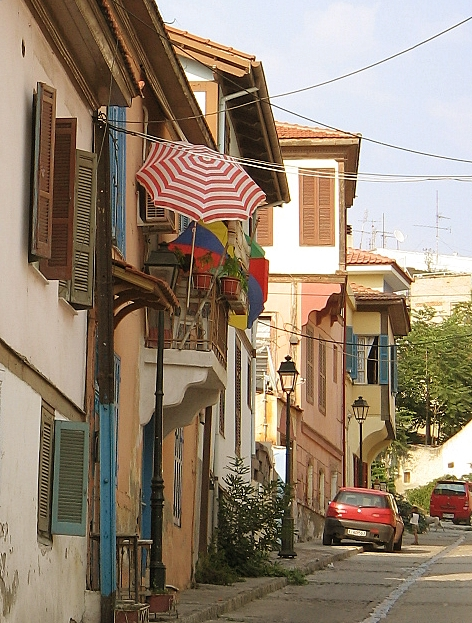
Thessalonikis gamla stad, känd som Ano Poli.

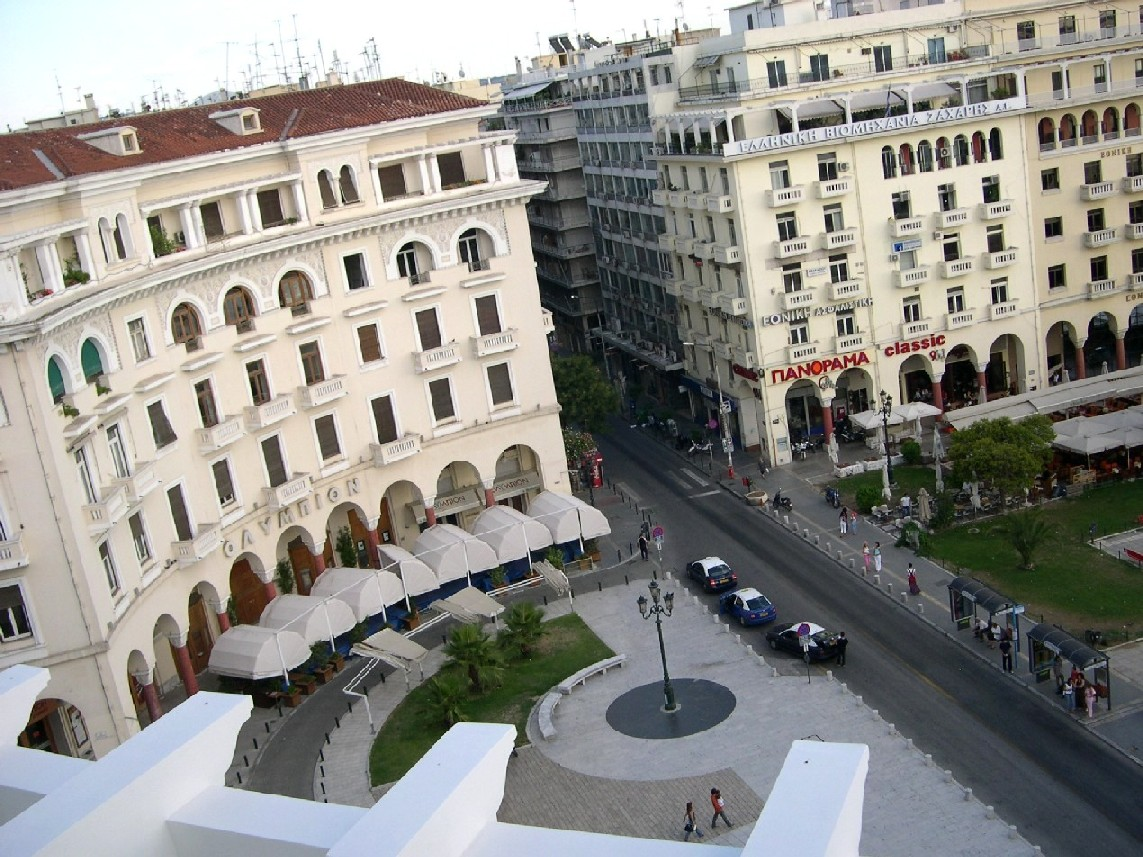
Aristotelesplatsen. Thessalonikiernas mest kända samlingsplats.

- European Center of Byzantine and Postbyzantine Monuments
- Jewish Museum of Thessaloniki
- Macedonian Museum of Contemporary Art
- Macedonia-Thrace Folklore and Ethnological Museum
- Museum of Byzantine Culture (Vita Tornet)
- Museum of Cinematography
- State Museum of Contemporary Arts
- Teloglion Foundation of Art
- The Goulandris Natural History Museum
- Thessaloniki Archaeological Museum
- Thessaloniki Cinema Museum
- Thessaloniki Museum of Photography
- Thessaloniki Museum of the Macedonian Struggle
- Thessaloniki Science Center & Technology Museum - NOESIS
- Thessaloniki Sports Museum
- Water Museum of Thessaloniki

### Kyrkor
- Helige Gregorios Palamas kyrka
- Rotunda - Sankt Georg
- Sankt Demetrius-katedralen
- Hagia Sophia-katedralen
- Acheiropoietos
- Hosios David (Moni Latomou)
- Panagia Chalkéôn
- Sankt Panteleimon
- Heliga Apostlar-kyrkan
- Sankt Nikolaos Orphanos
- Taxiarchernas katedral
- Heliga Katarina kyrka
- Metamorphosis Sotirous
- Moni Vlatadon
- Profeten Elias kyrka

### Osmanska monument
- Aladja-minareten
- Bey Hamam (turkiskt bad)
- Bezesteni
- Heptapyrgion (också känt som Yedi Kule)
- Bey Hamza-moskén
- Pasha Hamam (turkiskt bad)
- Yahudi Hamam (judiskt bad)
- Yeni Hamam (turkiskt bad)

## Klimat
Det råder medelhavsklimat i Thessaloniki. Dock tenderar de norra delarna av staden att ha ett kontinentalt klimat på grund av den högre höjden som resulterar i ett kallare klimat.
| Månad                   | Jan | Feb | Mar | Apr | Maj | Jun | Jul | Aug | Sep | Okt | Nov | Dec |
| Högsta. [°C]            | 11  | 12  | 13  | 18  | 23  | 28  | 31  | 30  | 26  | 21  | 14  | 13  |
| Lägsta temperatur [°C]  | 1   | 2   | 5   | 7   | 12  | 16  | 18  | 18  | 15  | 11  | 6   | 2   |
| Nederbörd (mm)          | 40  | 38  | 43  | 35  | 43  | 30  | 22  | 20  | 27  | 45  | 58  | 50  |
| Rekordtemperaturer [°C] | 20  | 22  | 25  | 31  | 36  | 39  | 42  | 39  | 36  | 32  | 27  | 26  |

## Vänorter
- Hartford, Connecticut, USA, sedan 5 maj 1962
- Plovdiv, Bulgarien, sedan 27 februari 1984
- Melbourne, Australien, sedan 19 mars 1984
- Limassol, Cypern, sedan 30 juni 1984
- Leipzig, Tyskland, sedan 10 oktober 1984
- Bologna, Italien, sedan 20 oktober 1984
- Bratislava, Slovakien, sedan 23 april 1986
- Köln, Tyskland, sedan 3 maj 1988
- Constanța, Rumänien, sedan 5 juli 1988
- San Francisco, Kalifornien, USA, sedan 6 augusti 1990
- Nice, Frankrike, sedan 20 mars 1992
- Alexandria, Egypten, sedan 12 juli 1993
- Tel Aviv, Israel, sedan 24 november 1994
- Tianjin, Kina, sedan 4 mars 2002
- Sankt Petersburg, Ryssland, sedan 2003
- Syrakusa, Italien, sedan 18 mars 2007